# Rittergut Dörflas
Das Rittergut Dörflas war ein Rittergut in Dörflas und bis 1868 Patrimonialgericht in Reuß ältere Linie.

## Geschichte
Das Rittergut Dörflas war Ende des 14. Jahrhunderts im Eigentum der Familie von Posseck. Ab dem Ende des 15. Jahrhunderts sind die von Watzdorf als Besitzer genannt. Heinrich II. von Reuß-Burgk erwarb 1592 von den Erben von Hans Görgen von Watzdorf das Rittergut Dörflas verkaufte es aber 1601 für 4100 Gulden an Wolf Karl von Reitenbach. 1788 verkaufte Friedrich Gottlob von Reitenbach das Gut für 18.000 Gulden an Samuel Gottlieb Reißmann. Dieser verkaufte das Rittergut 1790 an Johann Heinrich Wittich. Das Gut ging dann in den Besitz seines Sohnes Karl August Friedrich Wittich und dessen Sohn, den Landtagsabgeordneten Hugo Wittich über. 1862 erfolgte die Allodifikation als die Umwandlung des Lehens in privaten Besitz. Zum 1. März 1897 verkaufte Hugo Wittig das Gut an den Fabrikanten Gottlob Grimm. 1916 verkaufte seine Witwe das Gut an den Fabrikanten Karl Friedrich Wetzel. Die Familie Wetzel erwarb weitere landwirtschaftliche Flächen und verdoppelte so die Größe des Gutes auf 308 ha.
Nach dem Zweiten Weltkrieg wurde das Hofgut verstaatlicht und das Haupthaus 1948 abgerissen.

## Patrimonialgericht
Das Rittergut Dörflas verfügte als Patrimonialgericht obere und die niedere Gerichtsbarkeit. 1868 wurde die Patrimonialgerichtsbarkeit endgültig aufgehoben.